# Sira-fort

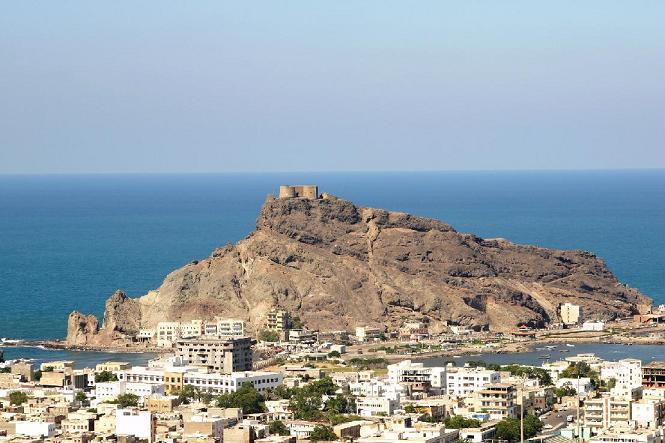
Sira-fort op het eiland Sira.

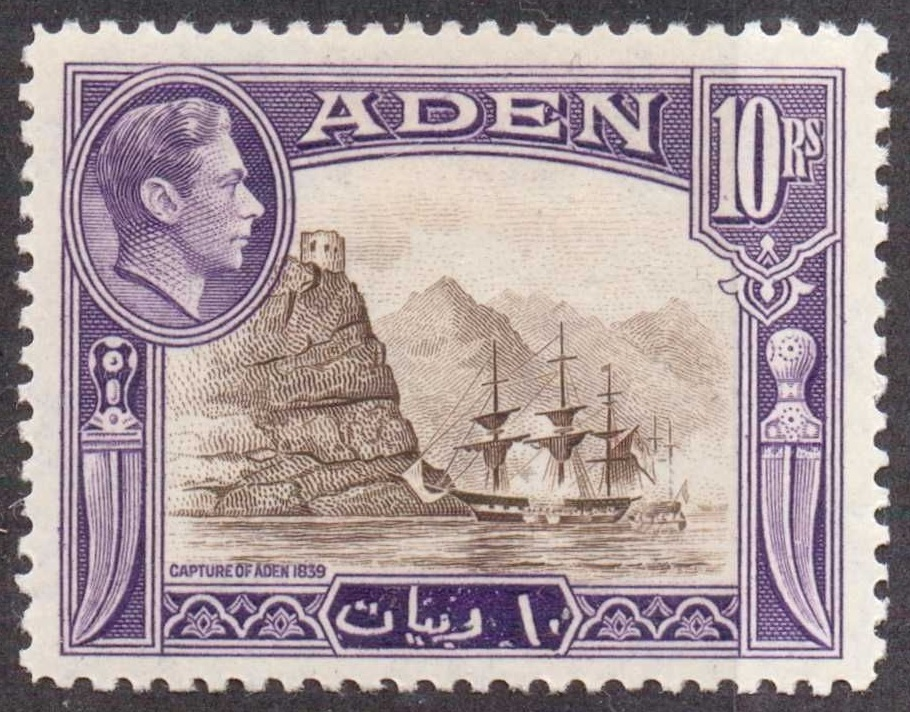
Postzegel uit 1937 met de Aden-expeditie van 1839. Linksboven is het Sira-fort zichtbaar.

Het Sira-fort of Sira-kasteel (قلعة صيرة) is een militair complex in Aden, Jemen. Het oorspronkelijke fort dateert uit de 11e eeuw en is nog steeds in gebruik door het Jemenitische leger. Het fort ligt op het eiland Sira, een hoge vulkanische rots die de oude haven van Aden domineert. 
Hoewel het vaak een kasteel wordt genoemd, is het minder een kasteel dan een vestingwerk. Een groot deel van de geschiedenis van het fort is onbekend, vooral omdat er weinig archeologisch onderzoek naar het gebied is gedaan. Eén theorie is dat de bouw rond het jaar 1173 werd gestart door een Turkse heerser van Aden genaamd Othman Al-Zangabili Al-Takriti. Het fort bewees zich daarna bij aanvallen op Aden door de Portugezen en vooral de Ottomaanse Turken in 1517. Hoewel de oude haven begon dicht te slibben en het primaire commerciële centrum uiteindelijk naar de andere kant van het schiereiland Aden verhuisde, bleven de Britten het fort na hun komst in 1839 verder ontwikkelen en plaatsten er een garnizoen. 
Het fort kan bereikt worden met een klim van ongeveer 15 minuten via een steile trap. Het is een van de bekendste toeristische attracties in Aden.